# Fontaine du Château d'eau de Montmartre
La fuente del Château d'eau de Montmartre, también llamada fuente del antiguo embalse, se encuentra en el Distrito 18 de París, en el distrito de Montmartre en la pequeña plaza Jean-Baptiste-Clément, en la intersección de la rue Lepic y la rue Norvins. La fuente está en un pequeño jardín separado de la calle por un portón.

## Histórico
La fuente del antiguo embalse forma parte de la primera torre de agua de Montmartre, situada en el 9 bis de la rue Norvins. Fue en 1835 cuando se construyó una torre octogonal que servía como torre de agua cerca del pabellón de caza que supuestamente pertenecía a Catalina de Médici, en la actual plaza Jean-Baptiste-Clément. La construcción de esta torre de agua de estilo neorrenacentista se atribuye al arquitecto Titeux de Fresnoy, y las esculturas a Bandeville. Este embalse fue levantado y, en 1865, alimentado por las aguas del Dhuis para salvar las graves dificultades de abastecimiento de agua del antiguo pueblo de Montmartre debido a su orografía y altitud. Es alimentado por una bomba hidráulica instalada en las orillas del Sena en Saint-Ouen, una segunda bomba contra incendios, instalada en Passage Cottin, que sirve como relé. Este pasaje está cerca de la Rue Ramey. La torre de agua de Montmartre fue clausurada en 1927, durante la construcción de los grandes embalses de Montmartre, rue Azaïs, vecinos del Sacré-Coeur.
Hoy, la torre de agua de Montmartre sirve como sede de la Commanderie du Clos Montmartre, una asociación bajo la ley de 1901, que reúne a los amantes del vino parisino.

## Descripción
La torre de agua de Montmartre tiene formas octogonales, una de cuyas fachadas estaba ricamente decorada. La decoración del tanque que data de la época de Louis-Philippe ha sido cuidadosamente decorada con, en la planta baja, una pequeña habitación a la que se accede por una elegante puerta de bronce en el lado de la rue Norvins. La fachada está profusamente decorada. Dos pilastras renacentistas adornadas con lambrequines en bajorrelieve enmarcan una hornacina semicircular rematada por una bóveda de callejón esculpida en forma de concha. A ambos lados de un arco de medio punto adornado con óvulos, dos dragones despliegan sus alas y colas, con gran vigor de movimiento. Sobre el entablamento, bajo un frontón triangular, en un hermoso marco, una mesa de mármol lleva las inscripciones dedicatorias parcialmente ilegibles. Las inscripciones de la mesa de mármol no llevan poemas románticos o versos latinos como es habitual, sino una copia grabada en piedra del contrato entre la ciudad y la empresa constructora.
El texto es seguido por una lista de participantes en el consejo municipal y la fecha, MDCCCXXXV, está escrita en la parte inferior de la tabla.
El nicho alberga una urna de bronce que es una de las más importantes que se pueden ver en París. Está decorado con náyades, tritones y una cabeza de león en alto relieve, las asas están formadas por serpientes marinas tratadas en redondo. Esta fuente ya no fluye hoy.

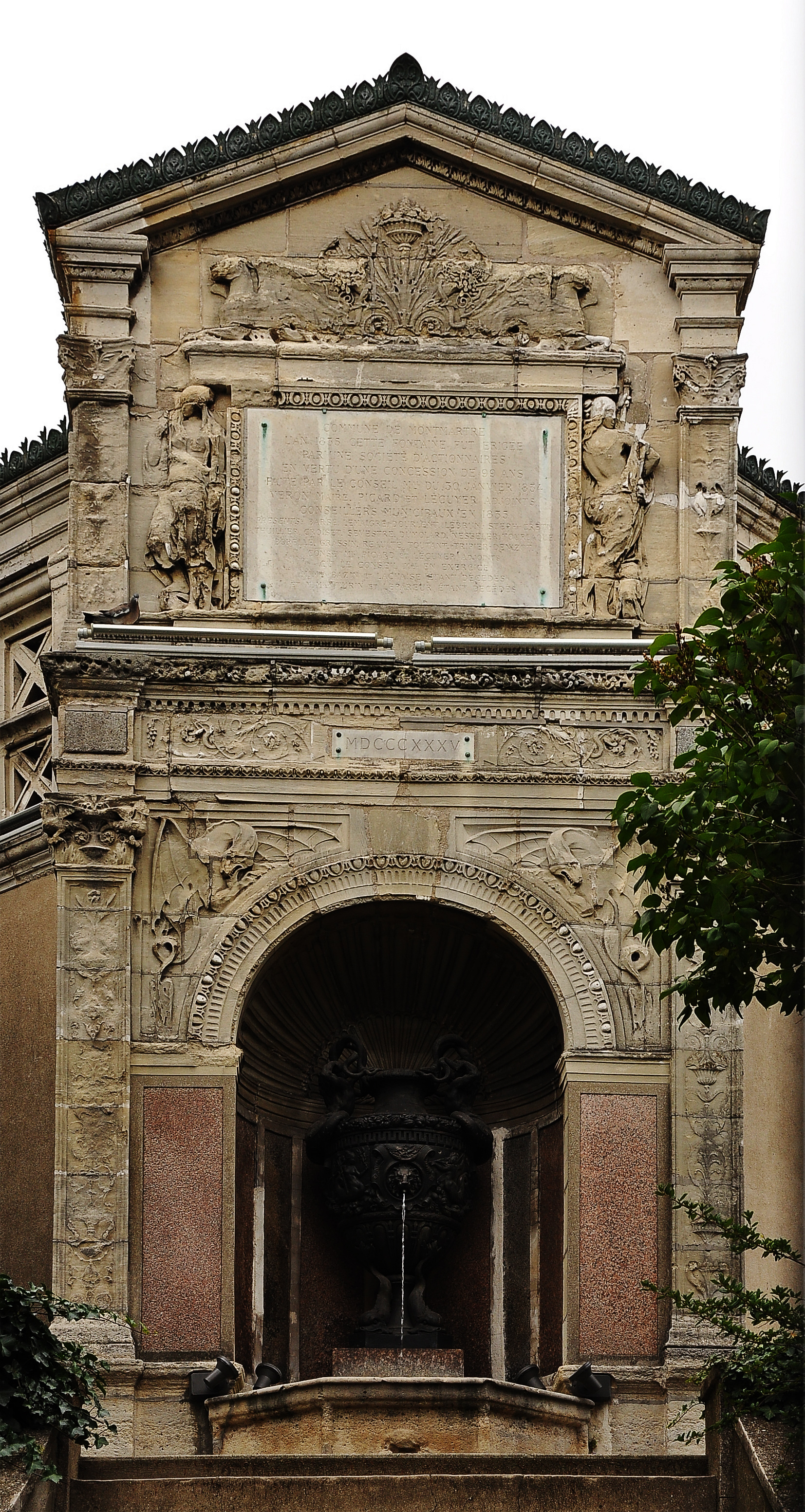
La fachada.
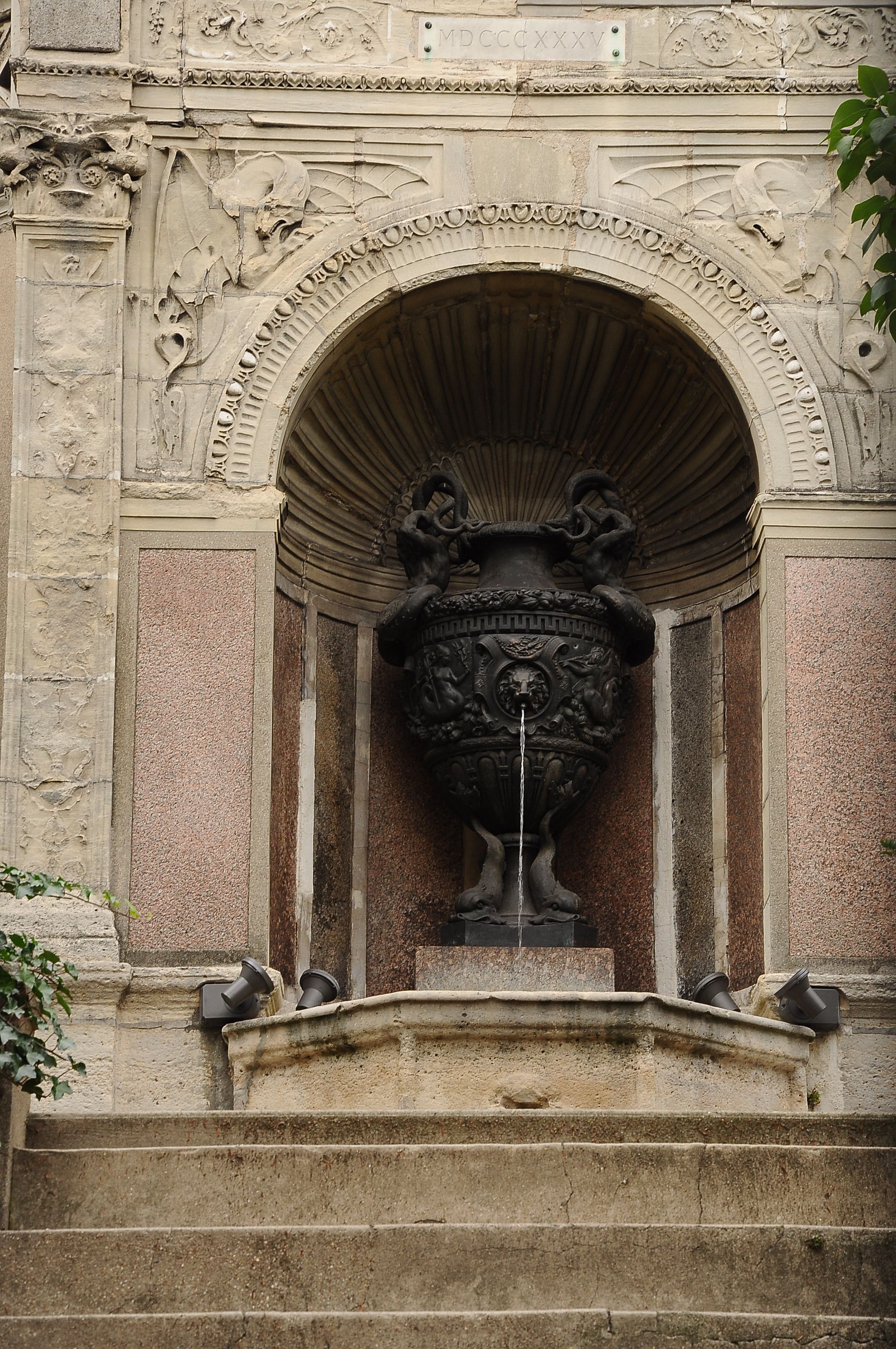
Urna fuente.
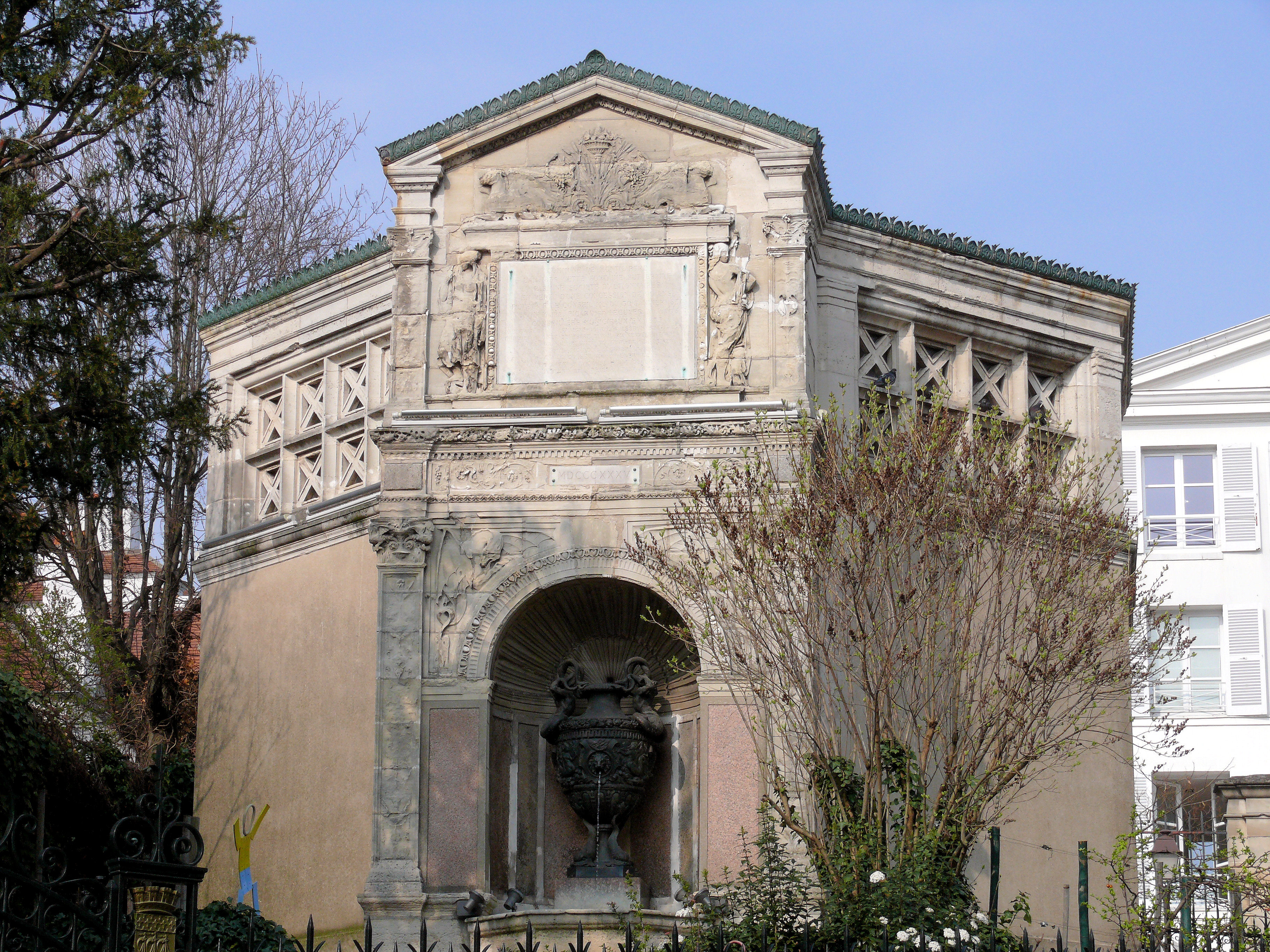
Visión general.